# Талладіга-Спрингс
Талладіга-Спрингс (англ. Talladega Springs) — місто (англ. town) в США, в окрузі Талладіга штату Алабама. Населення — 144 особи (2020).

## Географія
Талладіга-Спрингс розташована за координатами 33°7′14″ пн. ш. 86°26′16″ зх. д. / 33.12056° пн. ш. 86.43778° зх. д. (33.120452, -86.437761). За даними Бюро перепису населення США в 2010 році місто мало площу 3,22 км², з яких 3,19 км² — суходіл та 0,03 км² — водойми.

## Демографія
Згідно з переписом 2010 року, у місті мешкало 166 осіб у 57 домогосподарствах у складі 46 родин. Густота населення становила 52 особи/км². Було 71 помешкання (22/км²).
Расовий склад населення:
| - 89,8 % — білих - 7,8 % — чорних або афроамериканців |

До двох чи більше рас належало 2,4 %. Частка іспаномовних становила 0,0 % від усіх жителів.
За віковим діапазоном населення розподілялося таким чином: 32,5 % — особи молодші 18 років, 56,1 % — особи у віці 18—64 років, 11,4 % — особи у віці 65 років та старші. Медіана віку мешканця становила 33,0 року. На 100 осіб жіночої статі у місті припадало 93,0 чоловіків; на 100 жінок у віці від 18 років та старших — 89,8 чоловіків також старших 18 років.
Середній дохід на одне домашнє господарство становив 61 445 доларів США (медіана — 50 833), а середній дохід на одну сім'ю — 63 012 долари (медіана — 44 167). За межею бідності перебувало 12,5 % осіб, у тому числі 21,7 % дітей у віці до 18 років та 3,7 % осіб у віці 65 років та старших.
Цивільне працевлаштоване населення становило 79 осіб. Основні галузі зайнятості: транспорт — 15,2 %, будівництво — 15,2 %, науковці, спеціалісти, менеджери — 12,7 %, роздрібна торгівля — 11,4 %.